# بيرناردو تينجارينهو
بيرناردو تينجارينهو (بالبرتغالية: Bernardo David Mendes Salgueiro Campos Tengarrinha‏) (17 فبراير 1989 في البرتغال - 30 أكتوبر 2021) هو لاعب كرة قدم برتغالي في مركز الدفاع. شارك مع منتخب البرتغال تحت 21 سنة لكرة القدم. أما مع النوادي، فقد لعب مع إستريلا دا أمادورا وسسكا صوفيا ونادي بوافيشتا ونادي بورتو ونادي فيتوريا سيتوبال ونادي فريموند ‏ ونادي تشافيس ونادي أولهانينسي ونادي سانتا كلارا.

## روابط خارجية
- بيرناردو تينجارينهو على موقع قاعدة بيانات كرة القدم.إي يو (الإنجليزية)
- بيرناردو تينجارينهو على موقع ليكيب (الفرنسية)
- بيرناردو تينجارينهو على موقع Soccerway.com (الإنجليزية)
- بيرناردو تينجارينهو على موقع AS.com (الإسبانية)